# Heaven's Basement
Heaven's Basement est un groupe britannique de rock, originaire d'Angleterre, actif entre 2008 et 2017. Pendant son existence, il était signé avec Red Bull Records. Les membres du groupe comprenaient Aaron Buchanan (chant), Sid Glover (guitare, chant), Rob Ellershaw (basse, chœurs) et Chris Rivers (batterie). Le groupe se séparé en janvier 2017.
Leur premier album, Filthy Empire, sort en 2013. Ils sortent leur premier single, Fire, Fire, en septembre 2012, précédant la sortie de leur album. Le single culmine à la 11e place du classement Mainstream Rock.

## Histoire
Heaven's Basement était réputé pour ses programmes de tournées chargés et ses performances live extrêmement énergiques. Le groupe se produit pour la première fois en live à Kettering au Sawyers en avril 2008 après avoir été enfermé pendant quelques mois dans un studio pour écrire des chansons. Depuis, Heaven's Basement a fait une tournée en Europe avec notamment Papa Roach, Buckcherry, Bon Jovi, Theory of a Deadman, Shinedown, Blind Melon, Hardcore Superstar et Black Veil Brides ainsi que de jouer dans de nombreux festivals tels que Bloodstock Open Air, Hard Rock Hell, Graspop Metal Meeting, Download Festival, et Sonisphere entre autres. Heaven's Basement a également travaillé avec le producteur américain Bob Marlette en studio.
Début septembre 2009, Heaven's Basement annonce sur sa page Myspace que leur bassiste, Rob Randell, avait quitté le groupe pour des raisons personnelles. Comme le groupe avait de nombreux concerts prévus pour le mois suivant, Jonny Rocker assume les fonctions de basse pour certains des spectacles. Le groupe organise des auditions pour un nouveau bassiste, Rob Ellershaw, est annoncé fin octobre que Rob Ellershaw allait prendre la relève. Rob avait soutenu Heaven's Basement dans son précédent groupe Whitefire pour un certain nombre de spectacles en 2008. En octobre 2009, Heaven's Basement apparait en direct aux côtés de Papa Roach et Madina Lake lors de la tournée Metamorphosis de Papa Roach au Royaume-Uni.
En septembre 2012, le groupe sort un single de son premier album Filthy Empire intitulé Fire, Fire. John Feldmann a produit, co-écrit et mixé l'album. Le groupe en a fait la promotion avec une tournée européenne d'un mois avec Halestorm et la toute première apparition du groupe en Amérique aux côtés de The Darkness au Club Nokia à Los Angeles le 24 octobre 2012. Ils feront ensuite une tournée au Royaume-Uni et en Europe avec Seether en novembre 2012 et termine l'année 2012 avec un concert au Camden Barfly, Londres le 18 décembre 2012. Le groupe revient pour se produire à Carolina Rebellion et Rock on the Range au printemps et à l'été 2013. Ils ont quelques dates avec Buckcherry, avant de retourner au Royaume-Uni pour leur titre en juillet. Le groupe part ensuite en tournée aux États-Unis et au Canada avec The Pretty Reckless et Louna. Ils clôturent l'année au Royaume-Uni et en Europe avec Black Veil Brides. Ils devaient ensuite se produire dans toute l'Australie dans le cadre du Soundwave Festival 2014.
Filthy Empire, le premier album du groupe, sort le 4 février 2013 avec d'excellentes critiques, notamment de Kerrang!, et est entré dans la première place du BBC Rock Album Chart au Royaume-Uni,,.
En janvier 2017, Heaven's Basement annonce sur les réseaux sociaux qu'ils avaient décidé de se séparer. Les anciens membres du groupe Sid Glover et Rob Ellershaw fonderont ensuite un nouveau groupe appelé The Cruel Knives, avec Tom Harris et Al Junior.

## Discographie
- 2008 : Heaven’s Basement (EP)
- 2011 : Unbreakable (EP)
- 2013 : Filthy Empire (album)